# Nocturlábio

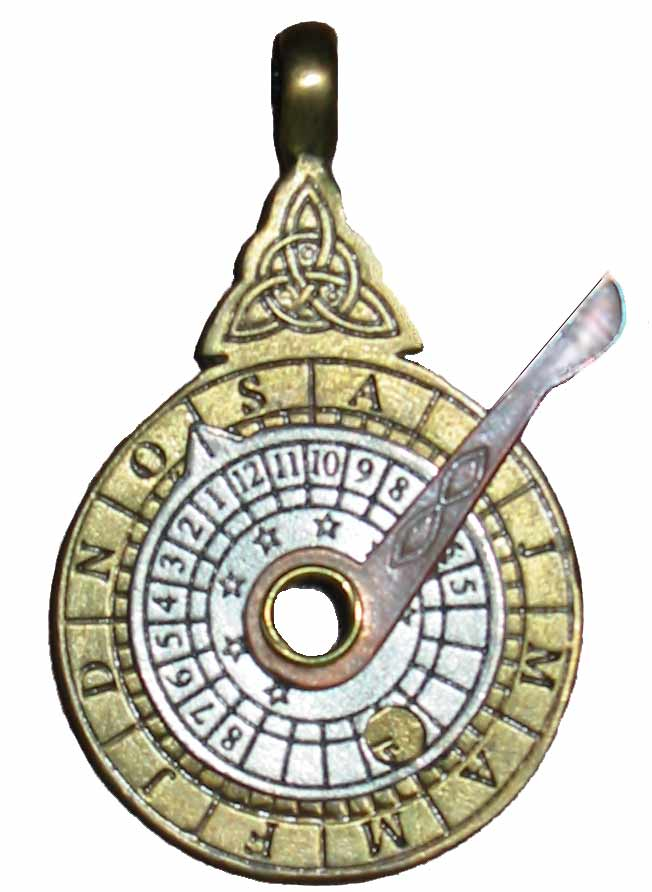
Nocturlábio

O nocturlábio é um instrumento de medida histórico usado na navegação marítima para calcular a hora através do movimento das estrelas. 